# Sant'Eufemia Lamezia
Sant'Eufemia Lamezia is een plaats (frazione) in de Italiaanse gemeente Lamezia Terme.